# Giải đua ô tô Công thức 1 Đức 2008

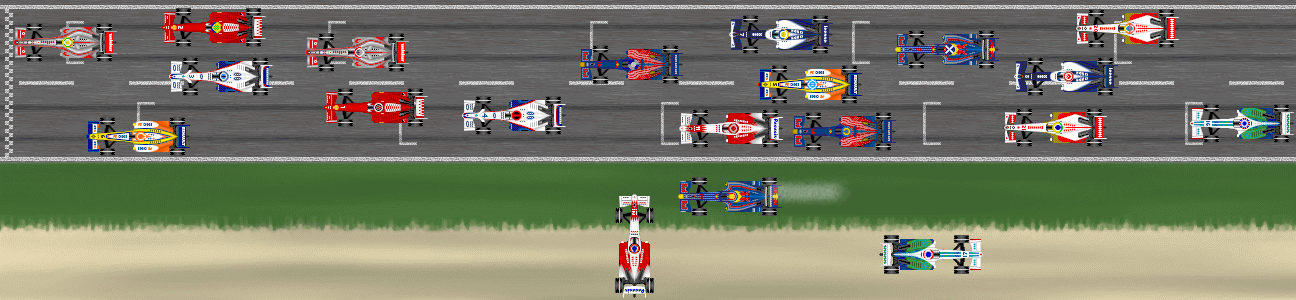
Kết quả Giải đua ô tô Công thức 1 Đức 2008

Giải đua ô tô Công thức 1 Đức năm 2008 là chặng đua thứ mười của giải vô địch thế giới Công thức 1 năm 2008. Giải được tổ chức từ ngày 18 đến ngày 20 tháng 7 năm 2008.